# Philippe de Castille

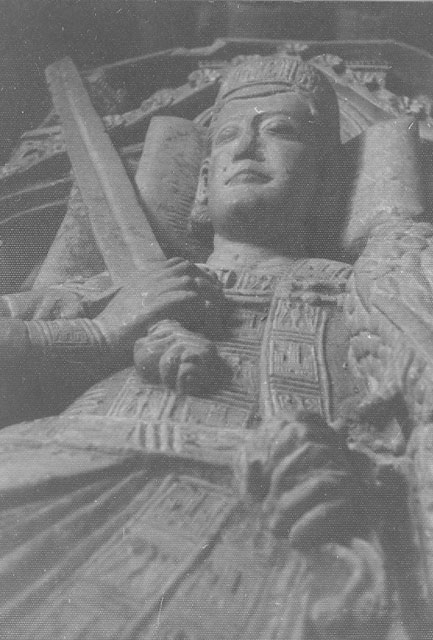
Détail du tombeau de l'infant Philippe de Castille.

Philippe de Castille (en espagnol Felipe de Castilla), né en 1231, mort le 28 novembre 1274, fils de Ferdinand III de Castille et de sa première épouse, la reine Béatrice de Souabe, est un infant de Castille. Seigneur de Valdecorneja, il devint selon certaines sources chevalier de l'ordre du Temple. C'est dans une des églises de ce dernier, Sainte-Marie-la-Blanche à Villalcázar de Sirga, qu'il reçut sa sépulture.
Archevêque-élu de Séville, il fut aussi abbé de la collégiale de Valladolid et de celle de Saint-Côme-et-Saint-Damien de Covarrubias jusqu'en 1258, année durant laquelle il abandonna l'état ecclésiastique avec l'accord de son frère, Alphonse X le Sage, et qu'il épousa la princesse Christina de Norvège, fille du roi Håkon IV. Il fut ensuite impliqué dans la révolte nobiliaire de 1272 contre son frère.

## Origines familiales
Fils de Ferdinand III de Castille et de sa première épouse, la reine Béatrice de Souabe, il était par son père petit-fils d'Alphonse IX de León et de Bérengère, reine de Castille, qui avait renoncé au trône en faveur de son fils. Du côté maternel, il était le petit-fils de Philippe de Souabe, roi de Germanie, et d'Irène Ange, princesse byzantine, fille de l'empereur Isaac II Ange.

## Biographie

### Jeunesse et premières actions
L'infant Philippe naquit en 1231. Avec son frère l'infant Sanche de Castille (es), futur archevêque de Tolède, ils furent destinés par leur père le roi Ferdinand III à la carrière ecclésiastique. Durant sa jeunesse, après que son éducation eut été confiée par sa grand-mère la reine Bérengère de Castille à Rodrigo Jiménez de Rada, qui deviendra aussi archevêque de Tolède, il fut envoyé à Paris pour étudier, et assista aux leçons données par saint Albert le Grand, qui fut aussi professeur de saint Thomas d'Aquin.
En 1249, l'infant Philippe fut nommé procureur de l'archidiocèse de Séville par le pape Innocent IV. Deux ans plus tard, en 1251, il fut désigné par le même pontife archevêque-élu de Séville, mais le diocèse continua à être dirigé par Raimundo de Losana (es), évêque de Ségovie, car l'infant n'avait pas été consacré évêque.
En 1258, peu après l'avènement de son frère Alphonse le Sage au trône de Castille, et malgré son opposition initiale, celui-ci l'autorisa à abandonner l'état ecclésiastique et à s'unir à la princesse Christina de Norvège, fille du roi Håkon IV. On affirmait autrefois que la princesse avait été envoyée en Espagne à la suite d'une demande formulée par Alphonse le Sage au roi de Norvège pour l'épouser, prenant acte de l'infertilité de la reine Yolande d'Aragon, fille de Jacques Ier d'Aragon. Cette légende est cependant sans fondement, car à cette date la reine avait déjà donné naissance à plusieurs enfants. En réalité, le souverain norvégien envoya la princesse Christina en Castille pour qu'elle soit mariée à un des frères du roi.
Après avoir traversé les royaumes de France et d'Aragon, où elle fut reçue avec les honneurs dus à son rang par Jacques Ier le Conquérant qui la demanda en mariage, Christine de Norvège fut présentée, en janvier 1258, à son arrivée à la cour qui se trouvait à Valladolid, aux frères du roi, entre autres les infants Fadrique (es) et Philippe. Alphonse le Sage affirmera plus tard qu'il avait lui-même décidé de la marier à Philippe. Le mariage fut célébré au mois d'avril de la même année. Le roi attribua alors diverses seigneuries à l'infant, entre lesquels on relève la martiniega, le portazgo (à la fois péage et octroi), la taxe sur les Juifs d'Avila, les tercias reales (deux neuvièmes de la dîme ecclésiastique) sur l'archevêché de Tolède, et les évêchés d'Avila et de Ségovie, les impôts que payaient les musulmans du Val de Purchena et la seigneurie de Valdecorneja, composée des localités d'El Barco de Ávila, de Piedrahíta, de La Horcajada et d'Almirón. La vacance sur le siège de l'archevêché de Séville, créée par le retrait de l'infant Philippe, ne fut résolue que l'année suivante quand le pape Alexandre IV y nomma Raimundo de Losana.
L'infant Philippe assista aux Cortes de Séville de 1261, ainsi qu'au mariage de son neveu l'infant Ferdinand de la Cerda, fils et héritier présomptif de son frère le roi Alphonse le Sage, qui fut célébrée le 30 novembre 1269.

### Révolte nobiliaire de 1272 et mort de l'infant

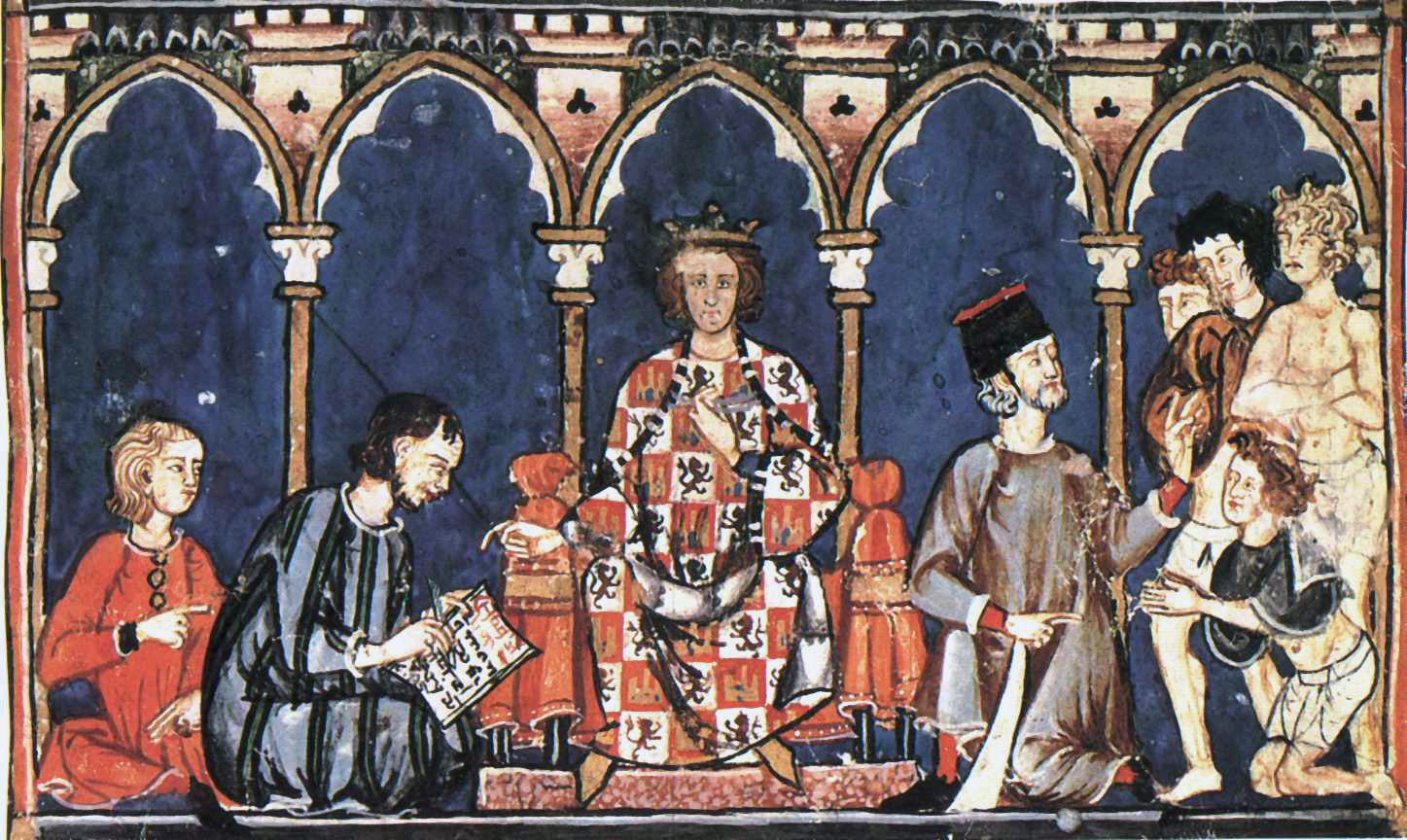
Miniature médiévale représentant le roi Alphonse X et sa cour, Libro de los juegos.

Au commencement de 1272, un groupe de nobles, entre lesquels on comptait Nuño González de Lara le Bon (es), Esteban Fernández de Castro (es), Simón Ruiz de los Cameros (es), seigneur de Cameros et Lope Diaz III de Haro, seigneur de Biscaye, se réunit en présence de l'infant Philippe dans la localité de Lerma, proche de Burgos. Leur but était de s'engager à combattre Alphonse X le Sage s'il n'acceptait pas que l'infant, agissant comme leur porte-parole, puisse rencontrer le roi de Navarre afin qu'il accepte de leur concéder l'asile, si jamais ils devaient abandonner le royaume de Castille et León. L'infant, veuf de ses deux premières épouses, s'était remarié à Leonor Rodríguez de Castro, nièce de Nuño González de Lara.
Ce dernier était irrité contre le roi, entre autres parce qu'Alphonse X n'avait pas accepté de lui remettre la place de Durango en Biscaye, qu'il avait émis des critiques sur son comportement durant la défense de Jerez de la Frontera et, peut-être, en lien avec des événements arrivés au Portugal. Il semble que cette attitude ait été largement partagée par les autres magnats castillans, qui se voyaient marginalisés par Alphonse X.
À la suite de la réunion des conjurés, le roi essaya de découvrir ce qui était réellement advenu, en entrant en contact avec son frère et le seigneur de Lara. Cependant, l'infant Philippe éluda les questions d'Alphonse, en même temps qu'il s'excusait de ne pouvoir amener ses troupes en Andalousie pour les mettre au service du roi. Il lui fit savoir que sa présence à la réunion de Lerma ne se devait qu'aux conseils qu'il pouvait y trouver car il affirmait que ses anciens amis étaient morts, et qu'« il ne pouvait être sans avoir quelques amis qui l'aident et le conseille ». Pour sa part, Nuño González de Lara le Bon fit savoir au roi que le but de la réunion de Lerma n'avait pas été celui qui lui était prêté et qu'il se montrait disposé à collaborer avec le monarque pour lever de nouvelles contributions en Castille et en Estrémadure, ajoutant que de la sorte le roi pourrait enfin payer les arriérés dus aux nobles.
Au début de juillet 1272, Alphonse X ordonna à Nuño González de Lara, à son frère Philippe, ainsi qu'à tous les magnats et principaux personnages du royaume qu'ils se rendent à Séville pour aider l'infant Ferdinand de la Cerda qui défendait alors la frontière contre les attaques musulmanes. Tous refusèrent de répondre à l'appel du roi. De son côté Nuño González de Lara fit semblant de se désolidariser des autres magnats, et informa le roi des contacts qui avaient été initiés avec le roi de Navarre. Peu après furent découvertes des lettres qui démontraient les liens établis par les nobles avec le sultan des Mérinides, qui cherchait à déstabiliser le Castillan. Malgré cela, Alphonse X se disposa à négocier avec les rebelles, en exigeant qu'ils cessent leurs rapports avec la Navarre, ordre qu'ils ignorèrent. Nuño González de Lara déclara quant à lui que son accord avec Alphonse le Sage qui l'obligeait à informer le roi des posturas qu'il conclurait avec des musulmans ou des chrétiens, était rompu.
En septembre 1272, les négociations reprirent à Burgos, même si les nobles refusèrent d'entrer dans la cité et menèrent les discussions par le biais d'émissaires, depuis les alentours. Ils se plaignirent de ce que le roi leur appliquait les dispositions du Fuero Real (es), qu'il n'y avait pas de juges extraordinaires à la cour pour juger les nobles suivant leur propre droit, des agissements des merinos (juges) et autres officiers de la Couronne. Ils demandèrent en outre de réduire la fréquence du service dû au roi, qu'on les exempte du payement de la alcabala (impôt) municipale de Burgos et que le roi ne crée plus de nouvelles fondations en Castille et León. Peu après, Alphonse X conclut une alliance avec le royaume de Navarre qui rendait caducs les accords passés entre les magnats et le monarque navarrais.
À la suite des Cortes tenues à Burgos, durant lesquelles on crut que le souverain castillan parviendrait à un accord avec les magnats révoltés, les négociations furent rompues et les rebelles, y compris l'infant Philippe de Castille et Nuño González de Lara, se retirèrent vers le royaume de Grenade, bien qu'Alphonse X fît encore une dernière tentative pour les en dissuader, par l'entremise des infants Ferdinand de la Cerda, son fils aîné, et Manuel de Castille (es), son frère. Avant de se rendre à Grenade, les magnats ravagèrent le territoire, volant du bétail et dévastant des terres sur leur passage, en dépit des messagers envoyés pour leur rappeler les faveurs dont ils avaient bénéficié et leur trahison des liens de fidélité vassalique. Le roi remémora en particulier à Nuño González de Lara qu'il lui avait donné Écija en tenure, et ce malgré l'opposition de son père Ferdinand III le Saint.
Arrivés à Grenade, les magnats furent reçus avec tous les honneurs par le roi Mohammed ben Nazar, après avoir signé un accord avec lui à Sabiote, par lequel ils promettaient de s'apporter une aide mutuelle contre Alphonse X jusqu'à ce que le roi accède à leurs revendications. Il fut entre autres souscrit par l'infant Philippe de Castille, Nuño González de Lara, Lope Díaz III de Haro, Esteban Fernández de Castro, Diego López de Haro et Álvar Díaz des Asturies.
En janvier 1273, l'infant Philippe, Nuño González de Lara et ses fils Juan Núñez de Lara (es) et Nuño González de Lara (es), Lope Díaz de Haro et Álvar Díaz des Asturies, parmi d'autres magnats, rendirent hommage à Henri Ier de Navarre dans la ville de Tudèle. Ils lui présentèrent un mémoire où ils exposaient leurs récriminations envers le roi de Castille, ce qui leur permettait de s'affranchir des engagements qu'ils avaient à son égard.
Alphonse X envoya le doyen du chapitre cathédral de Séville, Fernán Pérez, pour parlementer avec l'infant Philippe et le persuader d'abandonner le parti des nobles, sans succès. Il permit en outre à des membres de la famille royale, les infants Ferdinand de la Cerda et Manuel de Castille, la reine Yolande d'Aragon, l'archevêque de Tolède Sanche d'Aragon, fils de Jacques le Conquérant et frère de la reine, de tenter de relancer les négociations avec les magnats. Cela aboutit à ce que le roi, conseillé par Fadrique (es) et Simón Ruiz de los Cameros, finit par accepter l'essentiel des exigences formulées par Nuño González de Lara au nom des rebelles. Ce dernier rencontra la reine Yolande à Cordoue, et à la fin de 1273 les magnats rentrèrent au royaume de Castille et de León. Au même moment, le roi Mohammed II al-Faqih se déclara vassal d'Alphonse X, bien que la Chronique de ce roi place de façon erronée cet événement en 1274.
L'infant Philippe de Castille mourut le 28 novembre 1274, suivant la date inscrite sur son tombeau, à l'âge de 43 ans.

## Sépulture

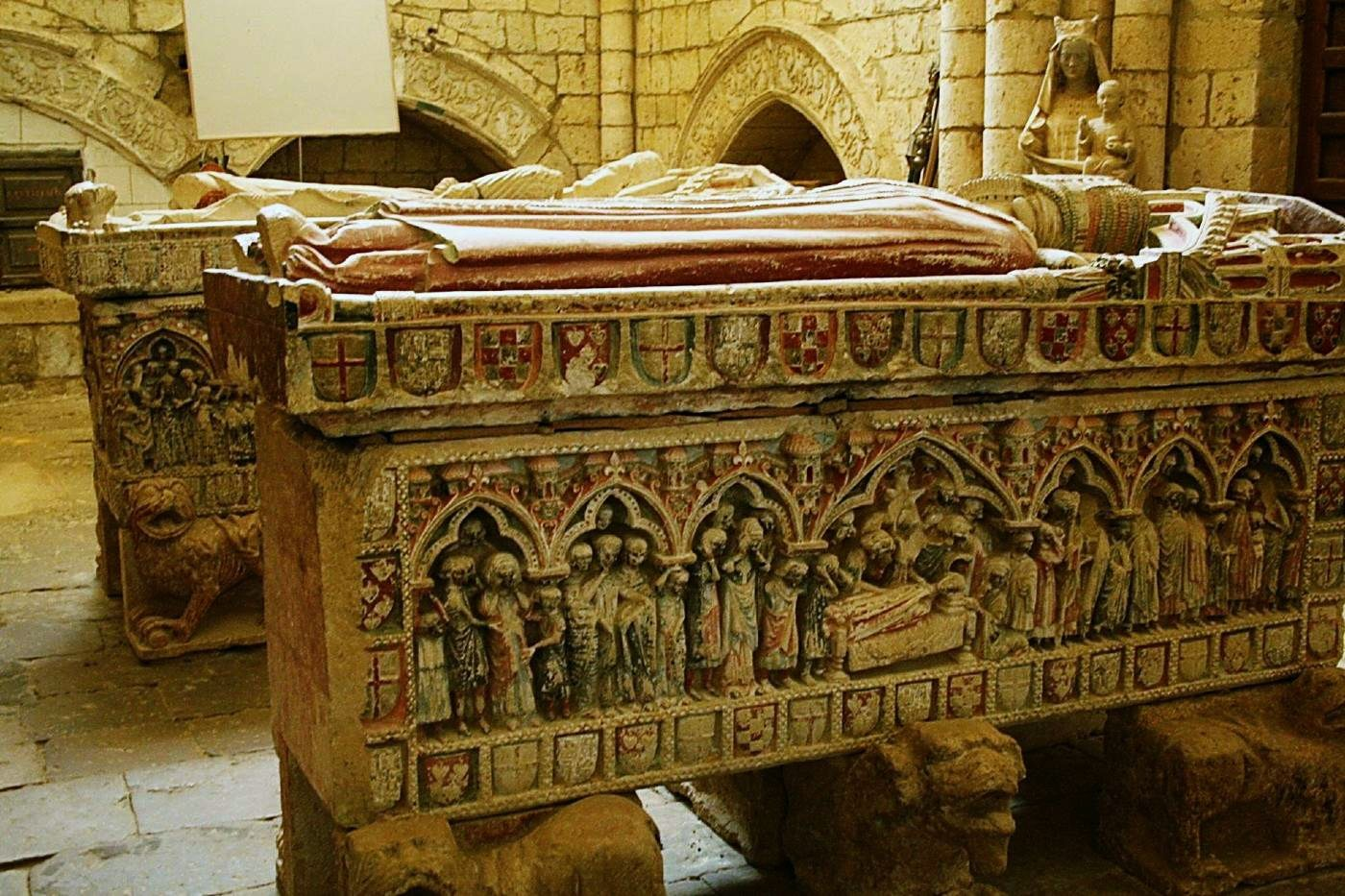
Tombeaux de l'infant Philippe et de sa seconde épouse. Église Sainte-Marie-la-Blanche, Villalcázar de Sirga.

À sa mort, Philippe de Castille reçut sa sépulture dans l'église Sainte-Marie-la-Blanche à Villalcázar de Sirga, dans la mouvance de l'ordre du Temple. Au même endroit repose sa seconde épouse, Inés Rodríguez Girón, bien que dans le passé on ait supposé qu'il s'agissait du sépulcre de sa troisième femme, Leonor Rodríguez de Castro, ce qui est démenti par les emblèmes héraldiques sculptés qui ne correspondent pas à ceux de la maison de Castro, mais à ceux de la famille Girón.
Les tombeaux de l'infant et de son épouse sont de style gothique. Ils étaient initialement dans le chœur de l'église, mais ils furent déplacés dans la chapelle Saint-Jacques à la demande de la Commission des monuments de la province. À leur côté est placé un troisième tombeau, celui d'un chevalier de l'ordre de Santiago, réalisé au XIVe siècle.

## Mariage et descendance
L'infant se maria trois fois :
- En 1258, avec la princesse Christina de Norvège, fille du roi Håkon IV. Elle mourut à Séville en 1262, sans descendance. Elle fut inhumée dans la collégiale de Saint-Côme-et-saint-Damien, de Covarrubias, de laquelle l'infant Philippe avait été abbé avant de renoncer à ses charges ecclésiastiques[18] ;
- Avec Inés Rodríguez Girón, fille de Rodrigo González Girón (es), seigneur de Frechilla, Cisneros et Autillo de Campos, majordome de saint Ferdinand III de Castille, et de sa seconde épouse, Teresa López de Haro. Elle mourut en 1265 et fut inhumée dans l'église de Sainte-Marie-la-Blanche de Villalcázar de Sirga ;
- Avec Leonor Rodríguez de Castro, fille de Rodrigo Fernández de Castro, seigneur de Cigales, Mucientes et Santa Olalla, lui-même fils de Géraud IV de Cabrera (es) et d'Elo Pérez de Castro ; et de son épouse, Leonor González de Lara. De ce mariage naquit un fils :
  - Philippe de Castille y Rodríguez de Castro. Il mourut enfant et fut enterré au couvent de San Felices de Amaya appartenant à l'ordre de Calatrava, situé dans la province de Burgos, aujourd'hui ruiné, dans lequel sa mère reçut aussi sa sépulture[19].

Le généalogiste et historien José Pellicer de Ossau Salas y Tovar (es) a conservé la trace d'une autre fille née du troisième mariage de l'infant Philippe, bien que Luis de Salazar y Castro (es) démente cette filiation :
- Béatrice de Castille y Rodríguez de Castro (morte en 1340). Blanche de Portugal, fille d'Alphonse III de Portugal et petite-fille d'Alphonse X le Sage, roi de Castille et León, lui légua dans son testament la somme de deux mille maravédis. Elle se maria avec Diego Pérez Sarmiento.

Fruits de diverses liaisons, l'infant Philippe eut plusieurs enfants de mères inconnues :
- Fernand Alphonse ;
- Alphonse Fernández (vers 1263-1284). Il eut en 1283 la charge de grand majordome de son oncle Alphonse X ;
- Béatrice Fernández. Elle fut religieuse du monastère royal de las Huelgas de Burgos. En juillet 1290, l'abbesse de ce monastère lui donna la permission de disposer de son patrimoine suivant sa volonté. En janvier 1295, elle rendit le hameau (aldea) de San Cristóbal del Monte avec tous ses droits, au conseil de Belorado, dans la juridiction duquel il était jusqu'à ce que le roi Sanche IV de Castille ne l'en sépare en 1288 pour le donner à Béatrice Fernández.